# NGC 4727
NGC 4727 = NGC 4740 ist eine Balken-Spiralgalaxie vom Hubble-Typ SBbc im Sternbild Rabe am Südsternhimmel. Sie ist schätzungsweise 329 Millionen Lichtjahre von der Milchstraße entfernt und hat einen Durchmesser von etwa 155.000 Lj. Zusammen mit NGC 4724 bildet sie eine Doppelgalaxie; sie ist dabei der größere und lichtstärkere Partner. 

Im selben Himmelsareal befinden sich u. a. die Galaxien NGC 4726, IC 3822, IC 3824, IC 3827.
Die Supernovae SN 1965B und SN 2003eg (Typ-II) wurden hier beobachtet.
Das Objekt wurde am 8. Februar 1785 von Wilhelm Herschel mit einem 18,7-Zoll-Spiegelteleskop entdeckt, der sie mit „F, pL, lbM, 0.5′ preceding is a small suspected stellar“ beschrieb. Eine zweite „Entdeckung“ am 27. April 1887 durch Lewis A. Swift und seiner Beschreibung „pF, pS, R, mbM“ führten zum Katalogeintrag unter NGC 4740.